# 対抗宗教改革
対抗宗教改革（たいこうしゅうきょうかいかく）は、16世紀のトリエント公会議を頂点としたカトリック教会内の改革刷新運動のこと。かつては反宗教改革という語が用いられていたが、近年の研究の結果、改革運動は宗教改革より以前に始まっていたことがわかり、カトリック改革とも呼ばれるようになってきている。

## 意義
対抗宗教改革（カトリック改革）は従来、宗教改革とそれに伴って勃興したプロテスタントへの対抗という限定的な見方で捉えられてきたが、近年カトリック教会の改革は宗教改革以前、遅くとも15世紀初頭から推進されていたことが明らかになるにつれ、単なる宗教改革への反動とみる「対抗宗教改革」という言葉の語弊を避け、「カトリック改革」と呼んで中世後期以来の脈々と続くカトリック教会刷新運動に位置づける言い方が主流となってきている。
宗教改革の幕開けとなった1517年のマルティン・ルターによる「95か条の論題」の提示のはるか以前から、カトリック教会の自己改革はおこなわれていた。それは、カトリック教会が伝統的に保持してきた教義および教会組織に対する攻撃という流れに抵抗するものであり、14世紀にヤン・フスやジョン・ウィクリフが指摘した聖職者の堕落への反省によるものであった。
カトリック改革の中でいわゆる「対抗宗教改革」にあたる部分は、教皇パウルス3世の時代に始められ、宗教改革者たちの批判を受けて改革を行ったが、それは宗教改革者に対してカトリック教会の伝統を擁護するという面だけでなく、プロテスタントの批判に耐えうるカトリック教会としての自己改革を目指すものであった。
トリエント公会議において頂点に達するカトリック改革は、三段構造の教会の戦略という面をよく表している。それは、頂点に立つ者が個々の教会を通して信徒の一人一人と結びついているというものである。カトリック改革において、カトリック教会は自己の教義と中世的な教会構造を再確認し、時代に即して効果あるものとするよう改善したのである。

## トリエント公会議
パウルス3世の治世の最大の出来事であるトリエント公会議では、教会の組織的な問題を解決すべく枢機卿委員会が任命されたが、そこでは教義的な改革や、金儲けに走る司教たちや世俗にどっぷり浸かった司祭たちの問題、贖宥状の引き起こした混乱の解決、および財政的問題に関しては討議されなかった。その分を差し引いて考えても、1545年から1563年まで三会期にわたっておこなわれたトリエント公会議は、カトリック改革の頂点といえる出来事である。
公会議は、はっきりとプロテスタントの主張の一部を誤りであると定め、中世教会が保持していた基本構造ともいえる秘跡の思想、修道会と特定の教義の重要性を再確認した。教義においてはプロテスタントに対する一切の歩み寄りを示さず、従来の教義を再確認した。公会議の決定で重要なことは、救いにおける信仰と協働の関係を示し、伝承の重要性を認めたことである。パンとワインの聖変化がシンボリックなものでなく、真にイエスの体と血に変化すると考える「実体変化」の思想が、秘跡とともに支持された。また、宗教改革者が批判したカトリックの伝統的な信心である贖宥、巡礼、聖人や聖遺物への崇敬、聖母マリアへの信心などが霊的に意味のあるものとして再び認められ、この点でカトリック教会はプロテスタントにはっきりと一線を画すことになった。

## 改革の進展
教会の基本的構造が堅持された一方で、カトリック改革において特筆すべき変革が行われた。それは、司祭と信徒の間の隔絶の問題が是正されたことである。当時、地方の小教区で働く司祭は、ほとんどが満足な教育を受けていなかった。ラテン語も知らず、神学の勉強もしていなかった。司祭の教育の必要性はもともと人文主義者たちの唱えたことであったが、修道司祭がより修道生活に集中できるよう配慮される一方で、教区司祭の知的水準の上昇が図られ、教育の重要性が再確認されることになった。
それに加え、1512年から1560年代にかけて「福音的カトリック者」運動が「スピリトゥアリ（聖霊派）」と呼ばれた高位聖職者の間で起こり、個人の刷新によって教会を刷新しようと活動がさかんになった。こうして、トリエント公会議では教会の綱紀粛正と教会統治のあり方の見直しが真剣に検討された。世俗化されすぎたルネサンス期教会の姿はアレクサンデル6世にその典型をみることができ、レオ10世によるサン・ピエトロ大聖堂の改築工事の資金集めのためにドイツにおいて盛んに贖宥状の販売がおこなわれたことが宗教改革の引き金となった。カトリック教会はこの宗教改革運動への答えとして、教会の徹底的な改革を提示した。その改革は、人間性の重視、信心の深化、教会法の遵守などを柱とする1414年からのコンスタンツ公会議で示された改革案をもとにしていた。
トリエント公会議はその決議によって、世俗化しすぎた教会の姿を否定することになった。具体的には、修道会のあり方が見直され、より厳格さが要求されるようになった。さらに聖職者の規律が強化され、小教区の重要性が再確認された。また、政治的な理由による司教の叙任を禁じた。特に中世においては、一部の司教が権力者として多くの土地と財産を持ち、教会構造から柔軟さを奪っていた。世俗にある司教たちは、神学よりも法律の勉強に励むようになっていたのであるが、公会議の決定によって、問題になっていた不在司教たちは一掃され、高位聖職者にふさわしいモラルをもった人物が任命されるようになった。「不在司教」とは、自らの教区でなくローマや自分の好きな土地に住んでいた司教たちのことであるが、この問題はトリエント公会議の改革によって改善されたのである。
さらに、ルネサンス期を通じてローマ教皇庁自体が普通の世俗国家の一つのようになっていた現状が改革された。トリエント公会議は同時に、教会生活に関する事柄について司教により大きな権限を認めることを決議した。ミラノのカルロ・ボロメオなどの優れた聖職者たちが、自らの司教区の小教区一つ一つを熱心に巡回することで司教の姿の模範を示した。小教区のレベルにおいては、17世紀の間をかけて徐々にしっかりとした教育を受けた司祭たちが小教区を担当するようになり、古代以来の問題であった妻帯司祭が一掃されて、司祭の独身が徹底されるようになった。
対抗宗教改革期の最初の改革教皇とみなされるパウルス4世（1555年 - 1559年）は、プロテスタントに対する対決姿勢を明確にしていたが、その時代には教会改革の姿勢がより明確に示され、改革努力が目に見える形で実現し始めた。彼の治世に行われた改革のための具体的方針として、ローマの異端審問所の設置と禁書目録の作成が挙げられる。彼のこの専制的かつ攻撃的改革努力は、初期改革者たちの姿勢、特に教会法の徹底と異端の殲滅を目指す姿勢を受け継いだものであるといえる。
権威主義的な上からの改革が個人の信心にとっては有益でなかった一方で、信心重視という改革の新潮流が人々の心を捉えるようになった。この信心というのは、神秘主義とは異なり、黙想やロザリオのような信心業をとおして個人の信仰に新しい表現手段を与えるものとなった。対抗宗教改革における信心重視の側面は、カトリック改革の二つの方向性を統合させるものとなった。まず、神が不可知で人智を超える統治者であるという思想が、専制的に改革を推進したパウルス4世の姿と重なるものになった。次に、中世にはなかった個人の新しい信心が生み出されることにつながった。
さらに、1566年からのピウス5世の治世では、異端を攻撃し、世俗化した教会を浄化するだけでなく、プロテスタント運動に対抗する手段として信心業が奨励された。この教皇は、もともと貧しい一家で育ったがドミニコ会に入って教育を受け、禁欲的な信心を大切にしていた。そのため、教皇は前任者たちと異なって、芸術家への後援活動より貧者の救済や病院活動、慈善事業を重視した。また、聖心への信心と日々の黙想を奨励して修道者の霊性を高めることを目指した。貧者救済で知られる教皇であるが、同時に教会全体の綱紀粛正を目標とし、イエズス会を支援し、ローマの異端審問所を強化した。さらに、トリエント公会議の精神への従順と新大陸への宣教の奨励を行った。そのころ、スペインでは異端審問所が活発に活動したため、カトリック以外の教派が広がることはなかった。
2代後のシクストゥス5世（1585年 - 1590年）の時代に行われた改革は、他を否定することより自らを魅力的なものとするという、17世紀バロック時代の教会改革の嚆矢となった。彼の治世はカトリックの都、目に見えるシンボルとしてのローマを世界に冠たる都市とする構想が実現された。中世のアリストテレス的な思考の限界を示した、ルネ・デカルトやガリレオ・ガリレイに象徴される科学の時代に現れたバロック様式およびマニエリスムは、社会の安定化をもたらした。バロックとはつまるところ秩序の創造であり、この時代の上流階級の人々にとって信仰生活は表面的なものとなり、生活の装飾に意を用いられるようになった。バロック期の教会建築は非常に装飾的になったが、社会を安定化させるものとなり、一般信徒をひきつけるようになった。

## 修道会の役割
カトリック改革において、新修道会の果たした大きな役割を無視することは出来ない。それはカプチン会、ウルスラ会、テアティノ会であり、そしてなんといってもイエズス会である。彼らは小教区を強化し、民衆信心を発達させ、教会にはびこった悪習を断ち切り、カトリック改革の原動力となった。
特に、バスク人イグナチオ・デ・ロヨラによって創設されたイエズス会は、トリエント公会議の改革精神を体現するものとなった。イエズス会は1534年に結成され、パウルス3世の認可を受けた。騎士であったロヨラはイエズス会を「戦闘的な組織」と意味づけ、改革の情熱に燃えるグループとした。会員は入会時に十分に審議され、厳しい教育を受け、鉄の規律を誇り、ルネサンス教会がどっぷり浸っていた世俗性とは無縁のものであった。会員たちはロヨラの著作『霊操』を手に世界に派遣され、修道者として従順、清貧、貞潔という三つの修道誓願を忠実に守ることで、改革された教会の姿を人々に示すことになった。説教者として、宮廷の聴罪司祭として、人文主義者の理想を体現する教育者として、イエズス会員は各地で活躍し、ポーランド、ボヘミア、ハンガリー、南ドイツ、フランスでプロテスタントの奔流をくいとめることに貢献した。イエズス会員はアメリカやアジアにおけるカトリックの拡大にも貢献し、プロテスタント教会やカルヴァン主義の拡大に先手を打つものとなった。
カトリック改革において、優れた教皇たちが率先して改革を主導し大きな成果を挙げたことが、教皇の地位を引き上げ、中世以来活発になっていた公会議主義への流れを退潮させた。教皇の意思を最重要とするイエズス会の活躍もまた、教皇の地位向上に貢献し、カトリック改革を活性化させた。